# Exaerete
Экзаэрета (лат. Exaerete) — род пчёл, из трибы Euglossini семейства Apidae.

## Распространение
Неотропика: от Мексики до Аргентины.

## Описание
Клептопаразиты других орхидных пчёл из родов Eufriesea и Eulaema. Яркоокрашенные пчёлы: зелёные, синие, золотистые с металлическим отливом.

## Классификация
Известно около 7 видов.
- Exaerete azteca Moure, 1964
- Exaerete dentata (Linnaeus, 1758) typus (=Apis dentata Linnaeus, 1758)
- Exaerete frontalis (Guérin-Méneville, 1845)
- Exaerete guaykuru Anjos-Silva & Rebêlo, 2006[6]
- Exaerete salsai Nemésio, 2011[7]
- Exaerete smaragdina (Guérin-Méneville, 1845)
- Exaerete trochanterica (Friese, 1900)